# Nahums bok
Nahum är en bok i judendomens Neviim ("profeterna") och kristendomens Gamla Testamente. I kristendomen ingår den i den så kallade Tolvprofetsboken, som i sin tur ligger sist i Gamla testamentet i protestantisk kanon.
Boken är den enda av profetlitteraturen som benämner den egna skriften som "bok" (Nah 1:1) och antyder att skriften bör uppfattas som ett litterärt arbete. Stilen är präglad av hebreisk poesi vilket innebär att den har en rad upprepningar, metaforer, bildspråk och retoriska frågor.
Exakt när profeten var verksam är osäkert. I texten nämns dock den egyptiska staden Lo Amons fall (Nah 3:8ff) som inträffade cirka 663 f.Kr., samt Nineves fall som inträffade cirka 612 f.Kr.

## Budskap och teologi

### En tålmodig Gud som ger alla vad de förtjänar
I bokens inledande verser sägs följande om Gud:
Herren är sen till vrede men väldig i styrka,
ingen lämnar han ostraffad.
Nah 1:3
Gud är alltså tålmodig mot folkets synd, men ändå får alla vad de förtjänar. Men samtidigt nämns det också att Gud är barmhärtig mot dem som tror på honom (Nah 1:7f). Gud målas alltså upp som mäktig, tålmodig och rättvis. Att Gud låter orättfärdighet råda på jorden målas här inte upp som en oförmåga, utan snarare en god egenskap: Det betyder att Gud är tålmodig.
Det sägs att Assyrien inte kommer att kunna värja sig för sitt kommande fall (Nah 3:18-19). De synderna som Assyrien har gjort sig skyldig till nämns som följande:
- Ondska (Nah 1:11)
- Lögn (Nah 3:1)
- Otukt / lösaktighet (Nah 3:4)
- Trolldom (Nah 3:4)

Tanken att Gud är barmhärtig men ändå utfärdar en oundkomlig dom kan anspela på tanken om att det finns ett "syndernas mått", eller en slags maxgräns för kumulerad synd, som när den väl är nådd leder till konsekvenser, som verkar finnas i GT.

### En universalistisk gudssyn
I Nahums bok handlar Nineves (Assyriens) fall inte enbart om rikets fall, utan det är Guds straff över Assyrien. Sett i förhållande till Jonas och Habackuks budskap kan man säga att Assyrien nu har fullgjort sin uppgift och kommer att straffas för sin egen synd. Detta perspektiv, alltså att Gud ytterst kontrollerar världens öde, brukar kallas för en universalistisk gudsbild.